# Кошелева, Татьяна Сергеевна
Татья́на Серге́евна Ко́шелева (23 декабря 1988, Минск, БССР) — российская волейболистка, нападающая. Чемпионка мира 2010, двукратная чемпионка Европы (2013 и 2015). Заслуженный мастер спорта России.

## Биография
Татьяна Кошелева родилась 23 декабря 1988 г. в Минске в семье военнослужащего Советской Армии. Волейболом начала заниматься 11-летнем возрасте в Туле, куда переехала с семьёй в 1993 году. Выступала за команды:
- 2004—2007 —  РГСУ-ЦДМ[1] (Москва);
- 2005—2006 —  «Динамо» (Москва);
- 2007—2010 —  «Заречье-Одинцово» (Московская область);
- 2010—2011 —  «Динамо-Казань» (Казань);
- 2011—2012 —  «Динамо» (Краснодар);
- 2012—2013 —  «Динамо-Казань» (Казань);
- 2013—2014 —  «Динамо» (Москва);
- 2014—2016 —  «Динамо» (Краснодар);
- 2016—2017 —  «Эджзаджибаши» (Стамбул);
- 2017—2018 —  «Галатасарай» (Стамбул);
- 2018—2019 —  СеСК-РЖ (Рио-де-Жанейро);
- 2019 —  «Савино Дель Бене» (Скандиччи);
- 2019—2020 —  «Гуандун Эвергрэнд» (Гуанчжоу);
- 2020 —  «Локомотив» (Калининград);
- 2020—2021 —  «Галатасарай» (Стамбул);
- 2021—2024 —  «Валлефолья».

В 2005 году Татьяна Кошелева в составе юниорской сборной России стала серебряным призёром чемпионатов Европы и мира.
28 июня 2007 года в Нижнем Тагиле дебютировала в женской национальной сборной России в розыгрыше Кубка Ельцина в матче против сборной Турции. Тогдашний тренер сборной Джованни Капрара привлёк молодую спортсменку в состав главной команды страны несмотря на то, что Кошелева на тот момент выступала в высшей лиге «А» чемпионата России. В дальнейшем в составе сборной принимала участие в крупнейших международных турнирах, неоднократно становясь их победителем и призёром, в том числе чемпионкой мира 2010 и дважды чемпионкой Европы (2013 и 2015).
В 2024 году объявила о завершении игровой карьеры. Назначена менеджером ВК «Валлефолья» (Италия), где стала курировать молодёжный сектор клуба.

## Достижения

### Со сборными
- чемпионка мира 2010 года, лучшая нападающая турнира[4];
  - участница чемпионата мира 2014;
- участница Олимпийских игр 2012 и 2016;
- двукратная чемпионка Европы — 2013 и 2015, MVP обоих турниров, одна из двух лучших нападающих-доигровщиц Евро-2015;
  - бронзовый призёр чемпионата Европы 2007;
  - участница чемпионатов Европы 2009 и 2017.
- серебряный призёр Гран-при-2009;
  - бронзовый призёр Гран-при-2014;
  - участница Гран-при-2007;
- участница розыгрыша Кубка мира 2015, одна из двух лучших нападающих-доигровщиц турнира;
- двукратный серебряный призёр европейской квалификации Гран-при — 2009, 2011;
- трёхкратный победитель Кубка Ельцина (2008—2010).
- серебряный призёр чемпионатов Европы и мира 2005 года среди юниоров.

### С клубами
- победитель клубного чемпионата мира 2016 («Эджзаджибаши»);
  - серебряный призёр клубного чемпионата мира 2015 («Динамо» Краснодар)
- серебряный призёр Лиги чемпионов 2008 («Заречье-Одинцово»);
  - бронзовый призёр Лиги чемпионов 2017 («Эджзаджибаши»);
- двукратный победитель Кубка Европейской конфедерации волейбола — 2015, 2016 («Динамо» Краснодар);
- трёхкратная чемпионка России — 2008, 2010 («Заречье-Одинцово»), 2011 («Динамо-Казань»);
  - 4-кратный серебряный призёр чемпионатов России — 2009 («Заречье-Одинцово»), 2013, 2014 («Динамо» Москва), 2020(«Локомотив» Калининград);
  - бронзовый призёр чемпионата России 2016 («Динамо» Краснодар).
- 5-кратный обладатель Кубка России — 2007 («Заречье-Одинцово»), 2010 («Динамо-Казань»), 2013 («Динамо» Москва), 2014, 2015(«Динамо» Краснодар);
  - серебряный призёр Кубка России 2009 («Заречье-Одинцово»).

По опросу главных тренеров команд суперлиги признана лучшей волейболисткой чемпионата России 2009/2010.

## Личная жизнь
С ноября 2011 года по июнь 2022 года Татьяна Кошелева была в браке с Фёдором Кузиным, тренером-статистиком сборной России и ряда волейбольных клубов.